# 이원국 (무술가)
이원국(李元國, 1907년 4월 13일 ~ 2003년 2월 2일)은 대한민국의 무술가이다.그는 1944년 한국에 가라테를 소개하여 1955년부터 태권도가 된 당수도 청도관 스타일로 알려진 자신만의 스타일을 창조했다. 1968년 미래의 거장을 가르치고 "태권도 핸드북"이라는 책을 저술함으로써 태권도에 큰 영향을 미쳤다